# Tajuria
Tajuria är ett släkte av fjärilar. Tajuria ingår i familjen juvelvingar.

## Bildgalleri

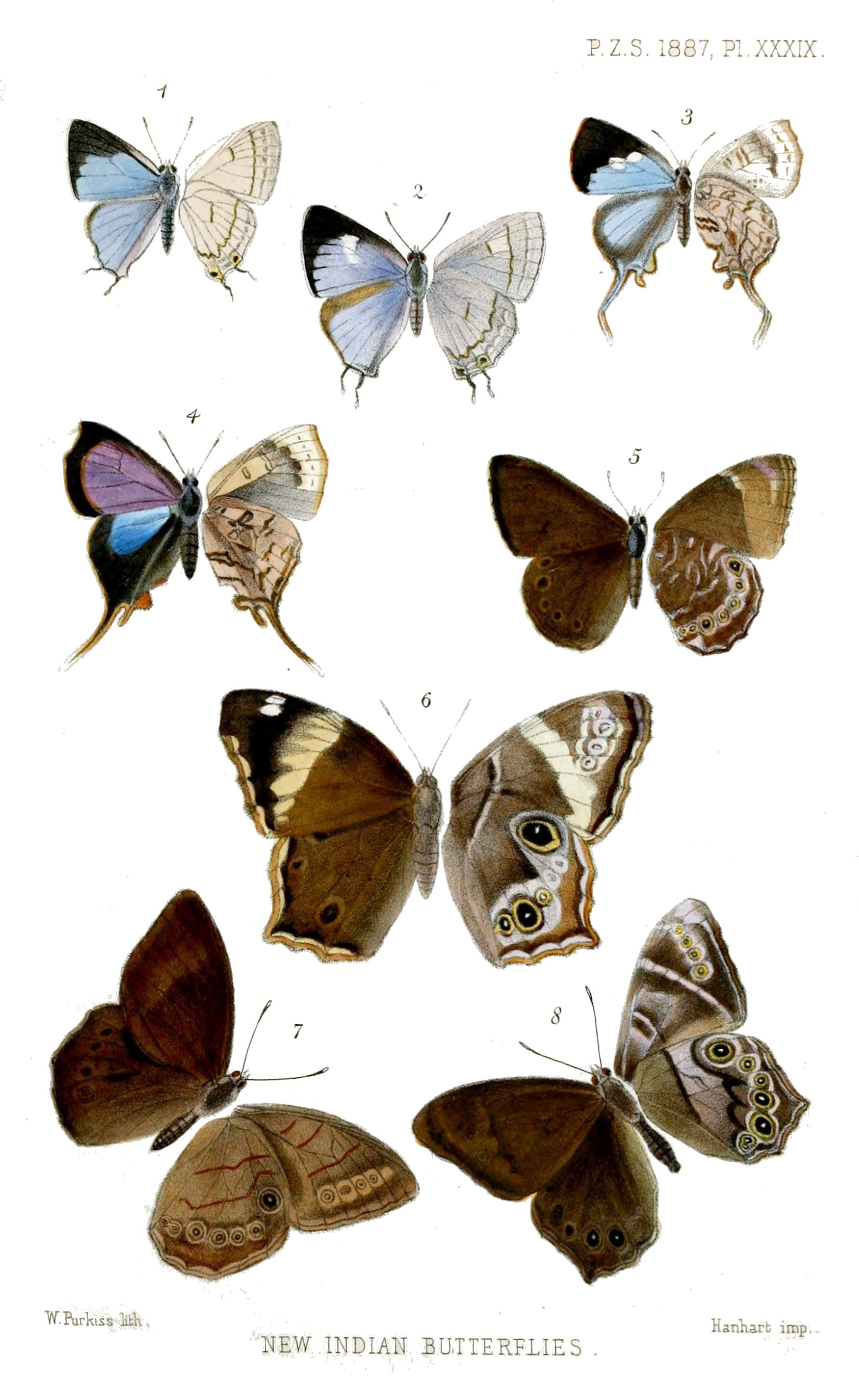
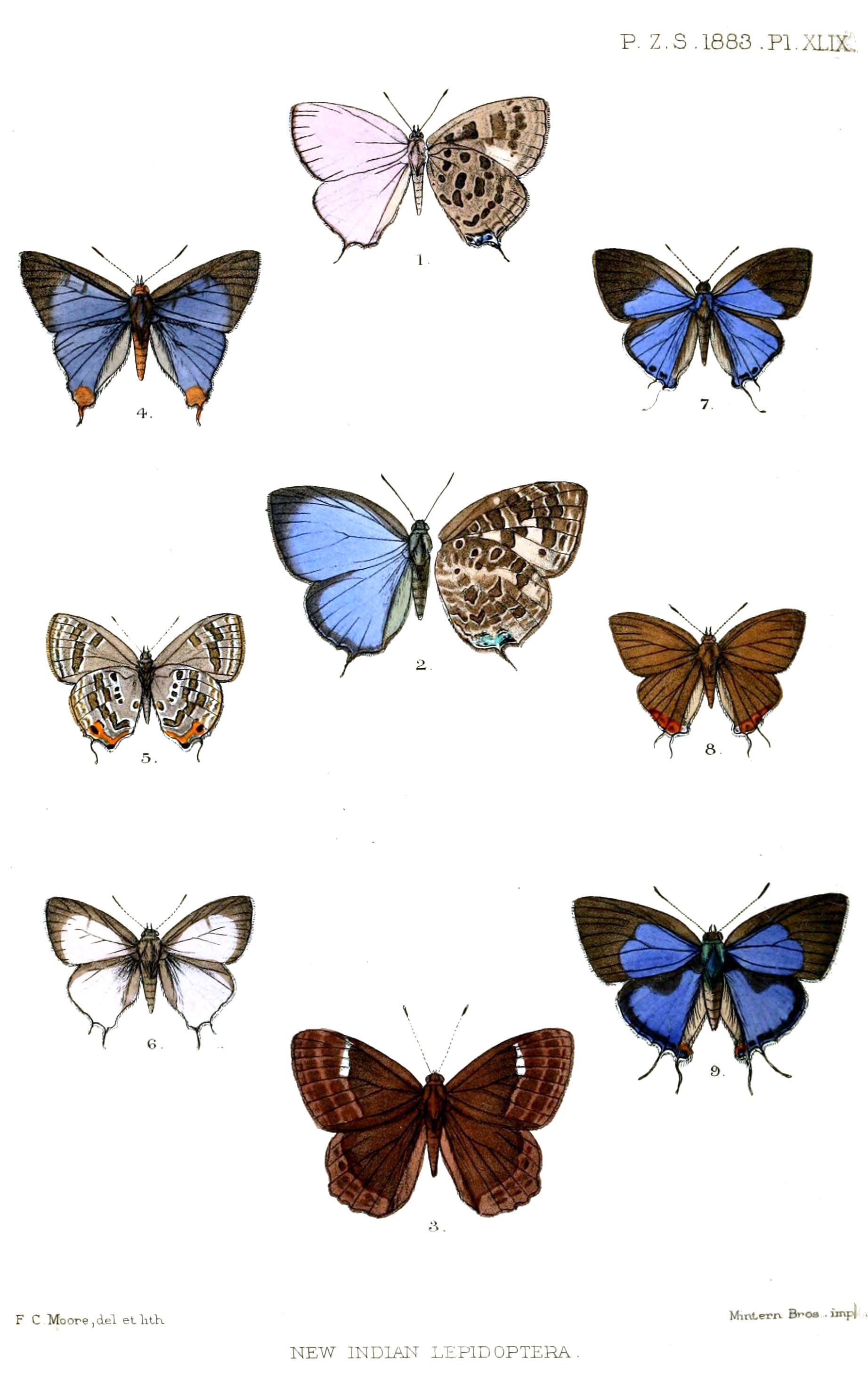

## Dottertaxa tillTajuria, i alfabetisk ordning[1]
- Tajuria aerenis
- Tajuria albipicta
- Tajuria albiplaga
- Tajuria alixae
- Tajuria amardus
- Tajuria arida
- Tajuria bangkaianus
- Tajuria bella
- Tajuria berenis
- Tajuria birumki
- Tajuria caelurea
- Tajuria cato
- Tajuria ceylanica
- Tajuria cippus
- Tajuria cyrillus
- Tajuria cyrus
- Tajuria dacia
- Tajuria deudaix
- Tajuria discalis
- Tajuria dominus
- Tajuria drucei
- Tajuria dua
- Tajuria ellisi
- Tajuria flabriona
- Tajuria frontinus
- Tajuria hainanensis
- Tajuria herculius
- Tajuria iapix
- Tajuria illurgioides
- Tajuria inaria
- Tajuria indra
- Tajuria inexpectata
- Tajuria isaeus
- Tajuria istroidea
- Tajuria jalajala
- Tajuria jehana
- Tajuria karenkonis
- Tajuria kühni
- Tajuria larutensis
- Tajuria lewaranus
- Tajuria libori
- Tajuria longinus
- Tajuria lucrosa
- Tajuria lucullus
- Tajuria maculatus
- Tajuria malcolmi
- Tajuria mantra
- Tajuria maroneia
- Tajuria massicus
- Tajuria maxentius
- Tajuria mesambria
- Tajuria metani
- Tajuria minima
- Tajuria mizunumai
- Tajuria moltrechti
- Tajuria moultoni
- Tajuria nela
- Tajuria nigella
- Tajuria obscuratus
- Tajuria orsolina
- Tajuria pallens
- Tajuria pallescens
- Tajuria pisatis
- Tajuria plateia
- Tajuria pseudolonginus
- Tajuria rengechiana
- Tajuria sebonga
- Tajuria selangorana
- Tajuria sunia
- Tajuria taorana
- Tajuria teza
- Tajuria theodosius
- Tajuria thydia
- Tajuria thyia
- Tajuria travana
- Tajuria tura
- Tajuria tussis
- Tajuria tyro
- Tajuria vandeldeni
- Tajuria vergara
- Tajuria verna
- Tajuria yahna
- Tajuria yajna